# 3002 Delasalle
A 3002 Delasalle (ideiglenes jelöléssel 1982 FB3) a Naprendszer kisbolygóövében található aszteroida. Henri Debehogne fedezte fel 1982. március 20-án.